# ケファラスピス
ケファラスピス (Cephalaspis) は、古生代デボン紀前期に生息していた無顎類の絶滅した属。
体長約15 - 20センチメートル。頭部は甲冑を思わせる骨板によって覆われていた。胸鰭などは発生していたがまだあまり発達しておらず、重い皮骨性の装甲や小さな尾などから、遊泳には適していなかったと考えられ、おそらくは海底の泥の上をゆったりと泳いでいたのであろうと推定される。頭部皮骨上面の正中線上や眼窩左右に目の粗い粒子で覆われた部位が存在する。これはおそらく一種の電磁感覚器の痕跡ではないかとされる。透明度の低い水中に住む魚やカモノハシの様にこれで捕食者などを探り、回避していたとする説もある。顎は持たず、泥中の有機物などを啜る濾過摂食者（デトリタス食者）だったのではないかとされる。

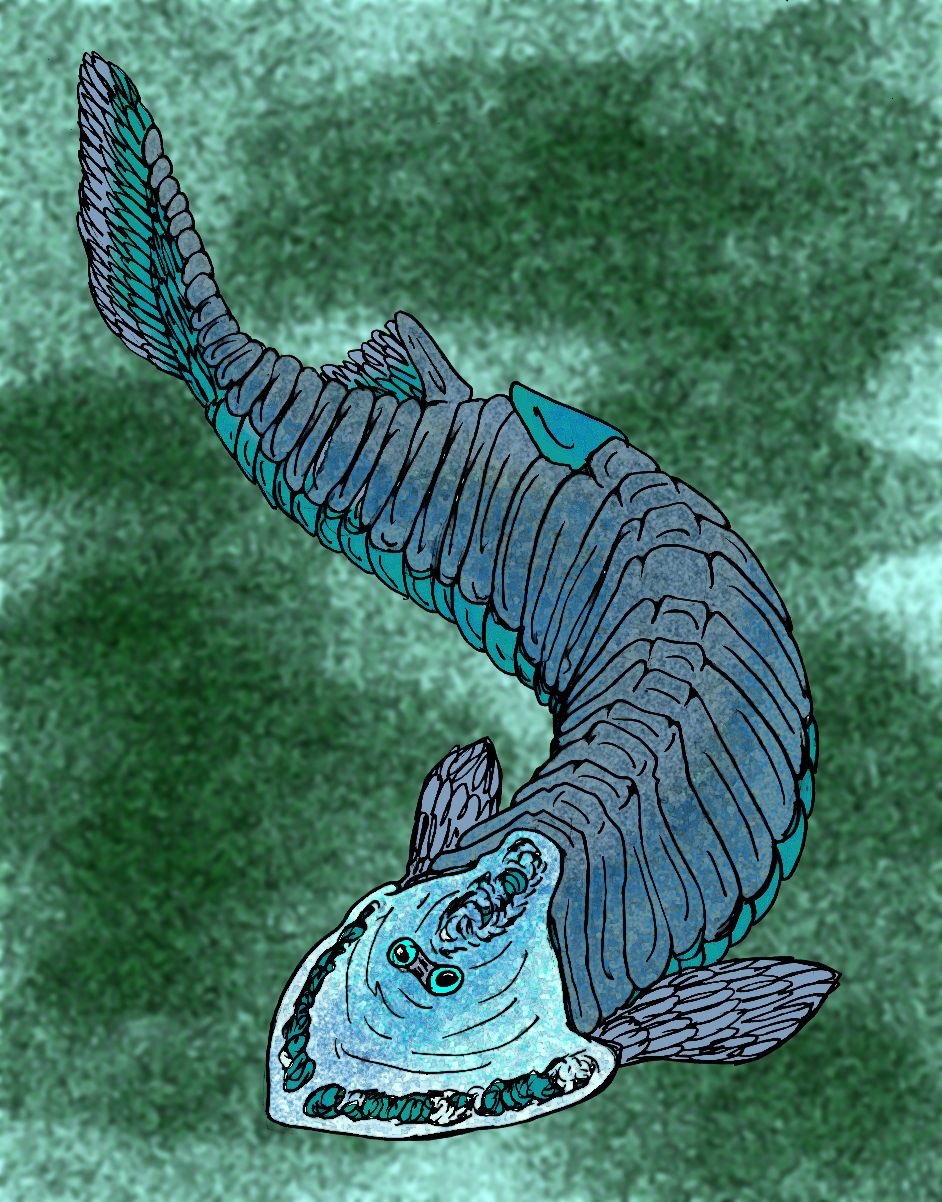
C. lyelli,とC. magnificans
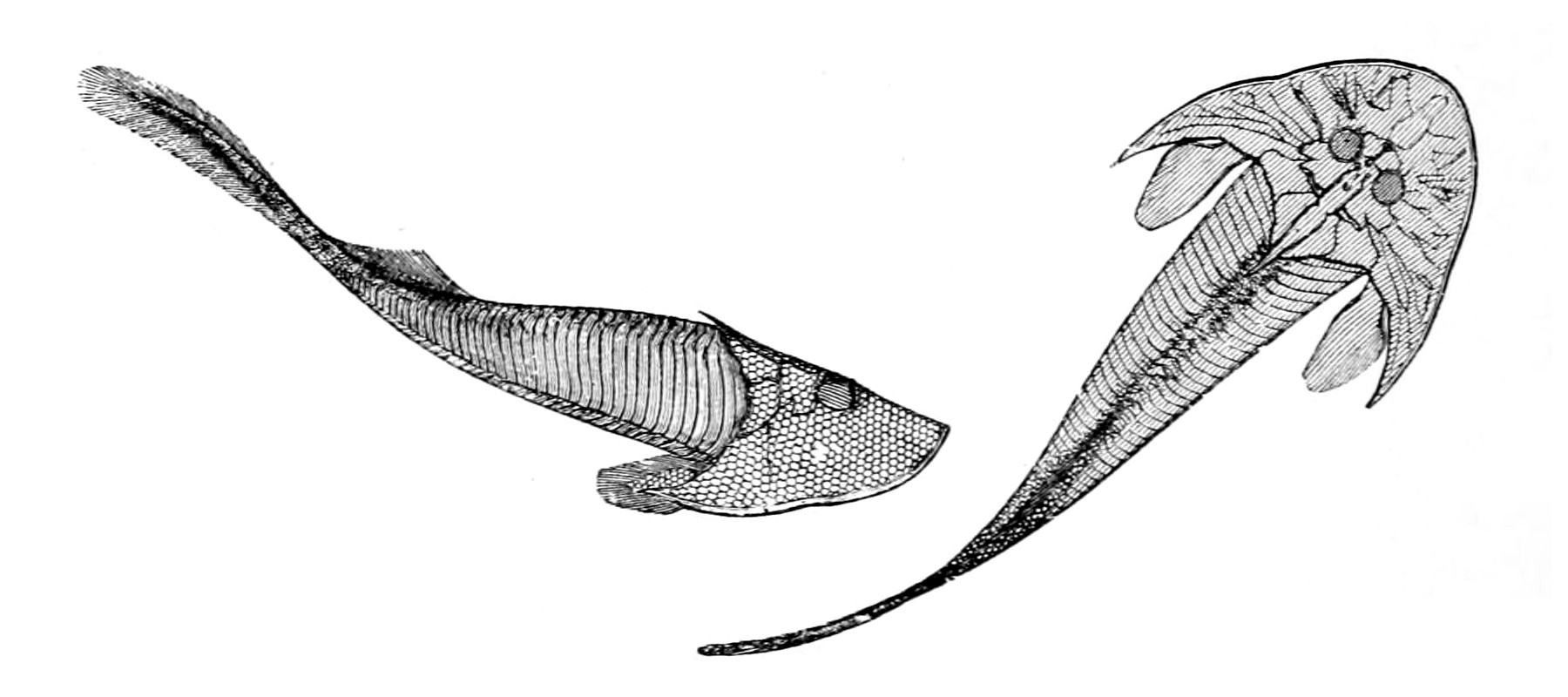
Cephalaspis lyellii
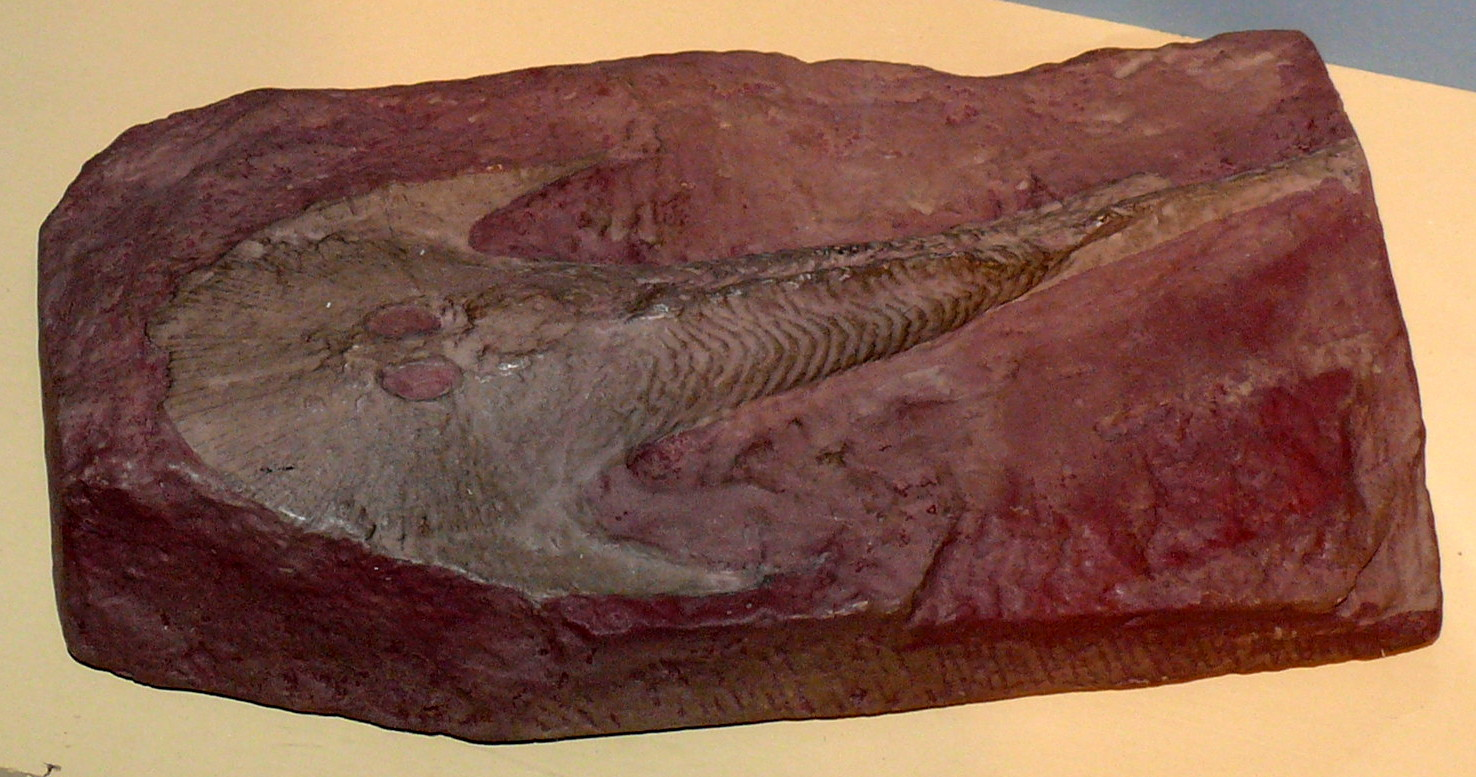
ケファラスピス化石
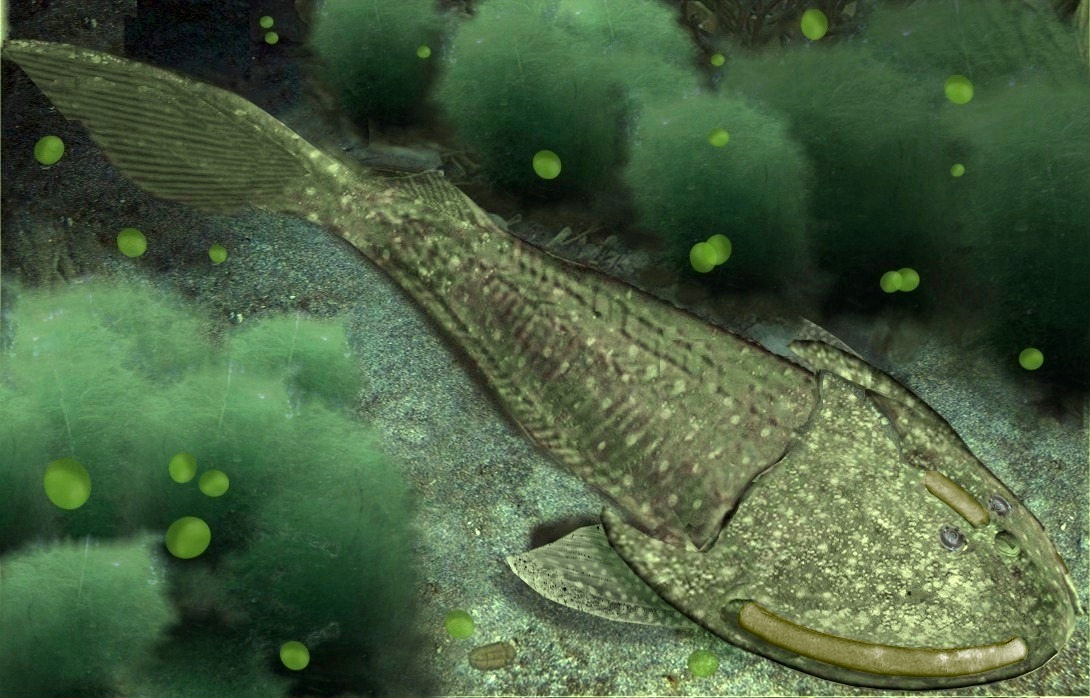
デジタル復元像